# Eggjar (berg)
Eggjar är ett berg i republiken Island. Det ligger i regionen Austurland, 400 km öster om huvudstaden Reykjavík. Toppen på Eggjar är 603 meter över havet.
Trakten runt Eggjar är nära nog obefolkad, med mindre än två invånare per kvadratkilometer. Närmaste större samhälle är Reyðarfjörður, omkring 15 kilometer öster om Eggjar. Trakten runt Eggjar består i huvudsak av gräsmarker.